# 官塘桥街道
官塘桥街道，是中华人民共和国江苏省鎮江市润州区下辖的一个乡镇级行政单位。

## 行政区划
官塘桥街道下辖以下地区：
官塘桥村、平山村和秀山村。